# As-Sa’adi al-Kaddafi
As-Sa’adi Mu’ammar al-Kaddafi (arab. ‏الساعدي معمر القذافي‎; ur. 28 maja 1973 w Trypolisie) – libijski piłkarz, syn pułkownika Mu’ammara al-Kaddafiego, z wykształcenia inżynier.

## Życiorys
Pozycja i pieniądze ojca, który w niewielkim stopniu interesował się piłką nożną, umożliwiły mu zajęcie wysokiego miejsca w hierarchii libijskiego futbolu. Był wiceprezydentem tamtejszej federacji i właścicielem czołowego libijskiego klubu – Al-Ittihad Trypolis. W latach 2000–2006 grał w reprezentacji Libii. W swojej karierze był zawodnikiem Al-Ahly Trypolis, Al-Ittihad Trypolis, AC Perugia, Udinese Calcio i Sampdorii. Karierę piłkarską zakończył w 2007 roku z powodu afery dopingowej z jego udziałem.
22 sierpnia 2011 roku pojawiły się informacje o jego aresztowaniu przez opozycjonistów w czasie walk w Trypolisie, ale w kolejnych dniach donoszono o tym, iż towarzyszył ojcu w mieście Bani Walid. W pierwszej połowie września nigerski minister sprawiedliwości Marou Adamou poinformował, że As-Sa’adi al-Kaddafi zbiegł do tego kraju. Został następnie zamknięty w areszcie domowym. 29 września na wniosek Narodowej Rady Tymczasowej Interpol wysłał za As-Sa’adim al-Kaddafim list gończy o najwyższym priorytecie oskarżając go o przywłaszczenie państwowej własności i zastraszenia z użyciem broni w okresie, gdy przewodniczył Libijskiej Federacji Piłki Nożnej. 7 grudnia wyszło na jaw, iż we wrześniu próbował przedostać się do Meksyku, gdzie miała go przeszmuglować jedna z organizacji przestępczych. 7 marca 2014 Władze Nigru dokonały ekstradycji As-Sa’adiego do Libii został on aresztowany i oczekuje na proces.

## Rodzina
| Fathijja Nuri Chalid | Fathijja Nuri Chalid | Fathijja Nuri Chalid | Fathijja Nuri Chalid | Fathijja Nuri Chalid | Fathijja Nuri Chalid |          |          | Mu’ammar al-Kaddafi | Mu’ammar al-Kaddafi | Mu’ammar al-Kaddafi | Mu’ammar al-Kaddafi | Mu’ammar al-Kaddafi | Mu’ammar al-Kaddafi |               |               | Safijja Farkasz | Safijja Farkasz | Safijja Farkasz | Safijja Farkasz | Safijja Farkasz | Safijja Farkasz |           |           |           |           |  |  |            |            |            |            |            |            |  |  |         |         |         |         |         |         |  |  |        |        |        |        |        |        |  |  |              |              |              |              |              |              |  |  |        |        |        |        |        |        |  |  |  |  |  |  |
| Fathijja Nuri Chalid | Fathijja Nuri Chalid | Fathijja Nuri Chalid | Fathijja Nuri Chalid | Fathijja Nuri Chalid | Fathijja Nuri Chalid |          |          | Mu’ammar al-Kaddafi | Mu’ammar al-Kaddafi | Mu’ammar al-Kaddafi | Mu’ammar al-Kaddafi | Mu’ammar al-Kaddafi | Mu’ammar al-Kaddafi |               |               | Safijja Farkasz | Safijja Farkasz | Safijja Farkasz | Safijja Farkasz | Safijja Farkasz | Safijja Farkasz |           |           |           |           |  |  |            |            |            |            |            |            |  |  |         |         |         |         |         |         |  |  |        |        |        |        |        |        |  |  |              |              |              |              |              |              |  |  |        |        |        |        |        |        |  |  |  |  |  |  |
|                      |                      |                      |                      |                      |                      |          |          |                     |                     |                     |                     |                     |                     |               |               |                 |                 |                 |                 |                 |                 |           |           |           |           |  |  |            |            |            |            |            |            |  |  |         |         |         |         |         |         |  |  |        |        |        |        |        |        |  |  |              |              |              |              |              |              |  |  |        |        |        |        |        |        |  |  |  |  |  |  |
|                      |                      |                      |                      |                      |                      |          |          |                     |                     |                     |                     |                     |                     |               |               |                 |                 |                 |                 |                 |                 |           |           |           |           |  |  |            |            |            |            |            |            |  |  |         |         |         |         |         |         |  |  |        |        |        |        |        |        |  |  |              |              |              |              |              |              |  |  |        |        |        |        |        |        |  |  |  |  |  |  |
|                      |                      |                      |                      | Muhammad             | Muhammad             | Muhammad | Muhammad | Muhammad            | Muhammad            |                     |                     | Sajf al-Islam       | Sajf al-Islam       | Sajf al-Islam | Sajf al-Islam | Sajf al-Islam   | Sajf al-Islam   |                 |                 | As-Sa’adi       | As-Sa’adi       | As-Sa’adi | As-Sa’adi | As-Sa’adi | As-Sa’adi |  |  | Al-Mutasim | Al-Mutasim | Al-Mutasim | Al-Mutasim | Al-Mutasim | Al-Mutasim |  |  | Hanibal | Hanibal | Hanibal | Hanibal | Hanibal | Hanibal |  |  | A’isza | A’isza | A’isza | A’isza | A’isza | A’isza |  |  | Sajf al-Arab | Sajf al-Arab | Sajf al-Arab | Sajf al-Arab | Sajf al-Arab | Sajf al-Arab |  |  | Chamis | Chamis | Chamis | Chamis | Chamis | Chamis |  |  |  |  |  |  |